# 米哈埃拉·斯特努莱茨
米哈埃拉·斯特努莱茨（羅馬尼亞語：Mihaela Stănuleţ，1967年7月16日—），罗马尼亚女子竞技体操运动员。她曾代表罗马尼亚获得1984年夏季奥运会体操比赛女子团体全能金牌。